# Daniel McCrohan
Daniel McCrohan es un escritor de viajes y autor de guías británico que ha colaborado en más de 30 guías Lonely Planet de países de Asia. También ha escrito varias guías para Trailblazer, incluida la edición de 2019 de la guía fundamental de la empresa, el Manual del Transiberiano.

## Inicios de la carrera profesional
McCrohan se formó como periodista en el Reino Unido, y trabajó como reportero de noticias para el Surrey Advertiser antes de convertirse en el editor de deportes del grupo de periódicos locales, el Enfield Gazette & Advertiser. A continuación, trabajó como reportero deportivo para el Teletexto antes de trasladarse a China en 2005 para dedicarse a la escritura de viajes.

## Carrera en China
McCrohan vivió y trabajó en China durante más de una década. Ha escrito artículos en línea sobre China para la BBC, Lonely Planet y la CNN, entre otros, y ha sido entrevistado sobre viajes en China por el China Daily y varias cadenas de televisión chinas. También fue copresentador de nueve episodios de la serie de televisión de Lonely Planet Best in China.

## Escritor de viajes
McCrohan ha sido coautor de varias ediciones de Lonely Planet China y ha escrito o coescrito guías Lonely Planet de Pekín, Shanghai, Chengdu y Tíbet. También ha colaborado en múltiples ediciones de Lonely Planet India, y es autor de la primera edición de Lonely Planet's Pocket Delhi & Agra. También ha trabajado en las guías Lonely Planet de Bangladés, Tailandia, Mongolia, Singapur y el ferrocarril transiberiano.
McCrohan ha escrito numerosas guías de senderismo británicas para Trailblazer, y ha sido el protagonista de un podcast de viajes sobre el senderismo por el Muro de Adriano, una derivación del trabajo que realizó en la guía de Trailblazer sobre el Camino del Muro de Adriano.
Ha dirigido talleres de escritura de viajes en el Festival Literario Bookworm de Pekín y ha sido ponente invitado en el Adventure Travel Show de Londres. Su trabajo también ha aparecido en varias publicaciones especializadas en viajes, como Wanderlust Magazine.